# Jørgen Horn
Jørgen Horn (sinh ngày 7 tháng 6 năm 1987) là một cầu thủ bóng đá người Na Uy hiện tại thi đấu cho câu lạc bộ Thụy Điển Elfsborg.

## Thống kê sự nghiệp
Tính đến 2 tháng 9 năm 2017
| Mùa giải            | Câu lạc bộ          | Hạng đấu            | Giải vô địch | Giải vô địch | Cúp     | Cúp       | Tổng cộng | Tổng cộng |
| Mùa giải            | Câu lạc bộ          | Hạng đấu            | Số trận      | Bàn thắng    | Số trận | Bàn thắng | Số trận   | Bàn thắng |
| ------------------- | ------------------- | ------------------- | ------------ | ------------ | ------- | --------- | --------- | --------- |
| 2006                | Vålerenga           | Tippeligaen         | 0            | 0            | 1       | 1         | 1         | 1         |
| 2006                | Moss                | Adeccoligaen        | 6            | 0            | 0       | 0         | 6         | 0         |
| 2007                | Vålerenga           | Tippeligaen         | 9            | 0            | 3       | 0         | 12        | 0         |
| 2008                | Viking              | Tippeligaen         | 6            | 0            | 2       | 0         | 8         | 0         |
| 2009                | Viking              | Tippeligaen         | 7            | 0            | 0       | 0         | 7         | 0         |
| 2010                | Viking              | Tippeligaen         | 8            | 0            | 1       | 0         | 9         | 0         |
| 2011                | Fredrikstad         | Tippeligaen         | 25           | 0            | 5       | 1         | 30        | 1         |
| 2012                | Fredrikstad         | Tippeligaen         | 20           | 1            | 0       | 0         | 20        | 1         |
| 2013                | Strømsgodset        | Tippeligaen         | 26           | 0            | 2       | 1         | 28        | 1         |
| 2014                | Strømsgodset        | Tippeligaen         | 6            | 0            | 0       | 0         | 6         | 0         |
| 2015                | Strømsgodset        | Tippeligaen         | 14           | 0            | 2       | 0         | 16        | 0         |
| 2016                | Elfsborg            | Allsvenskan         | 20           | 0            | 1       | 0         | 21        | 0         |
| 2017                | Elfsborg            | Allsvenskan         | 16           | 0            | 0       | 0         | 16        | 0         |
| Tổng cộng sự nghiệp | Tổng cộng sự nghiệp | Tổng cộng sự nghiệp | 163          | 1            | 17      | 3         | 180       | 4         |

## Danh hiệu

### Câu lạc bộ
Strømsgodset
- Tippeligaen (1): 2013